# I Love (canción)
«I Love» es una canción interpretada por el músico estadounidense Tom T. Hall, lanzada en octubre de 1973 como sencillo principal de su álbum de estudio For the People in the Last Hard Town.

## Recepción de la crítica
Un escritor no especificado de la revista Cash Box escribió: «El exuberante acompañamiento de cuerdas hace que esta balada sencilla pero conmovedora sea un éxito instantáneo».

## Lista de canciones
Todas las canciones escritas y compuestas por Tom T. Hall.
1. «I Love» – 2:06
2. «Back When We Were Young» – 2:59

## Posicionamiento

### Gráfica semanal
| Gráfica (1974)                                      | Pico de posición |
| --------------------------------------------------- | ---------------- |
| Australia (Kent Music Report)                       | 28               |
| Canadá (RPM Top Singles)                            | 13               |
| Canadá (RPM Country Playlist)                       | 1                |
| Estados Unidos (Billboard Hot 100)                  | 12               |
| Estados Unidos (Billboard Hot Country Singles)      | 1                |
| Estados Unidos (Cash Box Top 100 Singles)           | 17               |
| Estados Unidos (Cash Box Country Top 75)            | 1                |
| Estados Unidos (Record World Singles Chart)         | 14               |
| Estados Unidos (Record World Country Singles Chart) | 1                |

### Gráfica de fin de año
| Gráfica (1974)                                 | Pico de posición |
| ---------------------------------------------- | ---------------- |
| Australia (Kent Music Report)                  | 161              |
| Estados Unidos (Billboard Hot Country Singles) | 3                |
| Estados Unidos (Cash Box Country Top 75)       | 4                |